# Morceaux de salon (Rachmaninow)
Morceaux de salon op. 10 – zbiór utworów na fortepian skomponowanych przez Siergieja Rachmaninowa w 1894. Prawykonany przez kompozytora.

## Części

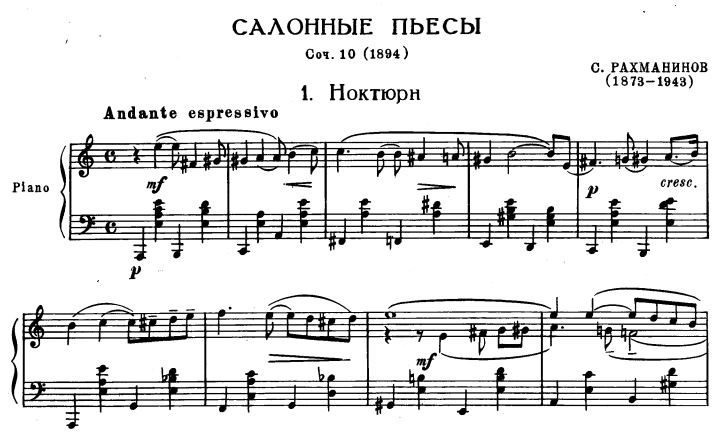
Początek Nokturnu a-moll op. 1 nr 1

W skład zbioru wchodzi siedem utworów. W 1940 powstała poprawiona wersja Humoreski G-dur:
1. Nokturn a-moll
2. Walc A-dur
3. Barkarola g-moll
4. Melodia e-moll
5. Humoreska G-dur
6. Romans f-moll
7. Mazurek Des-dur